# Ftodos Furek
Ftodos Furek byl rakouský politik rusínské (ukrajinské) národnosti z Haliče, během revolučního roku 1848 poslanec Říšského sněmu.

## Biografie
Během revolučního roku 1848 se zapojil do veřejného dění. Ve volbách na podzim roku 1848 byl zvolen i na ústavodárný Říšský sněm. Do parlamentu nastoupil v prosinci 1848. Zastupoval volební obvod Skalat, který dosud neměl zastoupení v Říšském sněmu. Tehdy se uváděl coby zemědělec. Náležel ke sněmovní pravici. Patřil mezi ukrajinské rolnické poslance.